# Алексеевка (Северный район)
Алексеевка — деревня в Северном районе Новосибирской области России. Входит в состав Верх-Красноярского сельсовета.

## География
Площадь деревни — 23 гектаров.

## История
Основана в 1869 г. В 1928 г. состояла из 90 хозяйств, основное население — русские. В административном отношении входила в состав Усть-Ургульского сельсовета Ново-Троицкого района Барабинского округа Сибирского края.

## Население
| 2002 | 2007 | 2010 |
| ---- | ---- | ---- |
| 103  | ↗113 | ↘89  |

## Инфраструктура
В деревне по данным на 2007 год функционируют 1 учреждение здравоохранения и 1 учреждение образования.